# Hypenarana
Hypenarana là một chi bướm đêm thuộc họ Erebidae.

## Các loài
- Hypenarana acrocausta Turner, 1944
- Hypenarana rosacea Bethune-Baker, 1908